# Мишек, Штепан
Штепан Мишек (чеш. Štěpán Míšek; род. 20 июля 2005) — чешский футболист, полузащитник клуба «Пардубице» и сборной Чехии до 20 лет.

## Карьера

### Клубная карьера
Играл за молодежные команды «Тршемошнице», «Часлава» и «Пардубице». В июле 2023 года стал игроком «Пардубице Б», выступающего во Второй лиге Чехии. Дебютировал за основную команду в чемпионате Чехии 2 сентября в матче с «Теплице».

### Карьера в сборной
Выступал за национальные команды Чехии до 15, 17, 19 и 20 лет.